# 수필

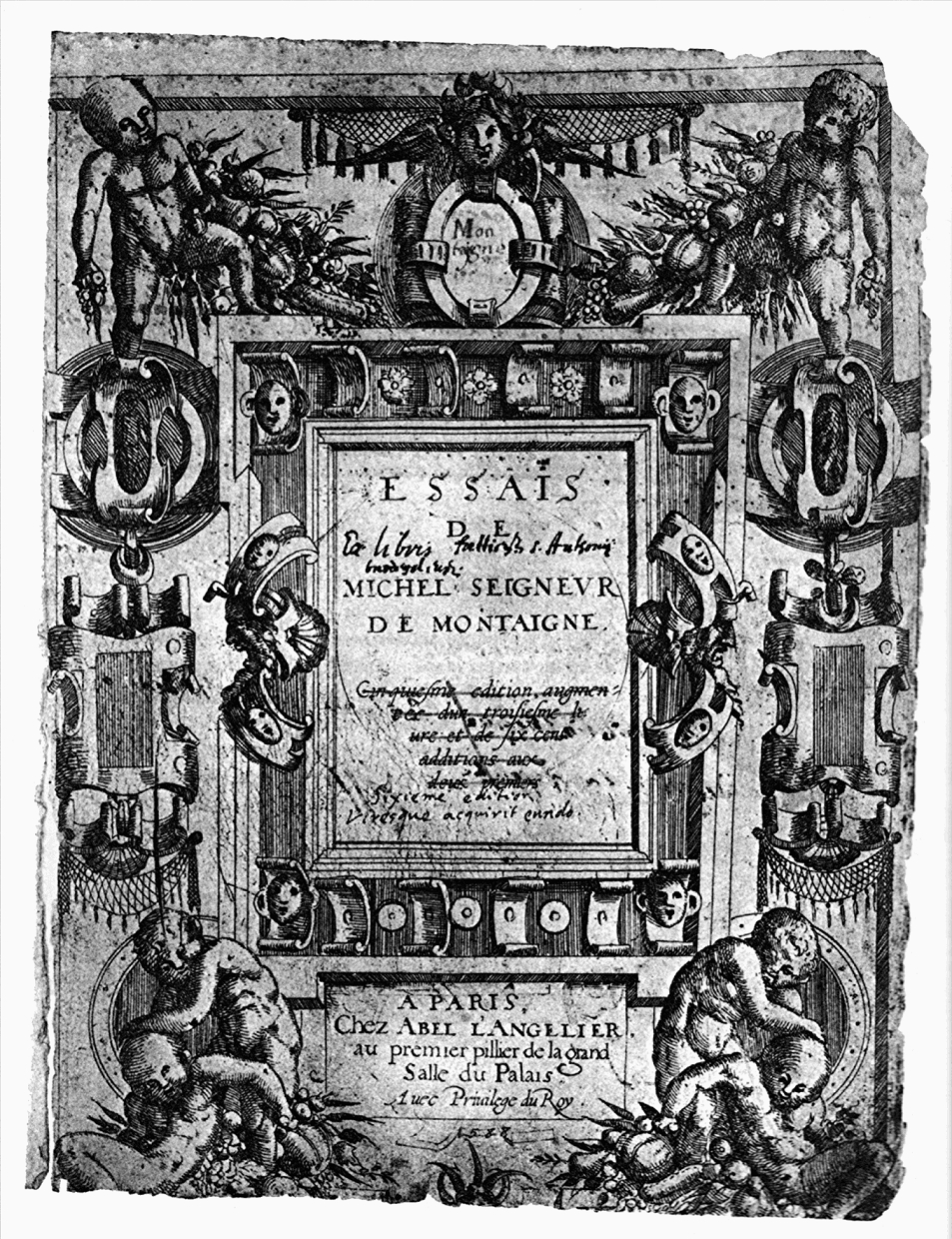
미셸 드 몽테뉴의 수필

수필(隨筆) 또는 에세이(essay)는 생각을 자유롭게 표현한 산문 문학이다. 주제에 따라 일상 생활처럼 가벼운 주제를 다루는 경수필과 사회적 문제 등의 무거운 주제를 다루는 중수필로 나뉜다. 특히 중수필에서 사회적 이슈를 주제로 쓴 것을 칼럼이라 한다.

## 한국의 수필
최초의 수필은 삼국시대 문학으로부터 전해내려 오지만, 삼국시대의 수필은 《삼국사기》와 《삼국유사》에만 기록이 남았다.
현존하는 가장 오래된 수필집은 혜초가 지은 기행문인 《왕오천축국전》으로 불교를 연구하고 공부하려고 인도를 여행하면서 쓴 글이다. 이 수필집은 중국 둔황에서 발견되었다.
고려시대 최자의 《파한집》이나, 이규보의 《동국이상국집》 등을 산문집이라 부르기도 하는 당시 대표적인 수필집이다.
조선시대에는 다양한 저자들이 수필집을 발간했다. 그 중에서도 유명한 저작들은 이름을 알 수 없는 사람이 지은 《청구야담》이라는 야담집과, 성현의 《용재총화》가 있으며, 역시 지은이가 알 수 없는 《동야휘집》, 류성룡의 《징비록》, 또 이순신의 《난중일기》와, 이익의 《성호사설》 등이 있다.
독서수필, 한거수필, 일신수필 등에서 처음 수필이란 표현을 쓰기 시작했다. 수필이 포함하는 글의 형태로 잡록, 일기, 기행, 내간, 야담, 패설, 시화, 비평 등이 있다.

## 같이 보기
- 개요
- 기사 (저널리즘)
- 논문
- 서언